# 후지와라노 시메코
후지와라노 테이시/시메코(일본어: 藤原 呈子 ふじわら の ていし/しめこ[*], 덴쇼 원년 (1131년) - 안겐 2년 9월 9일 (1176년 10월 23일))는 헤이안 시대 말기의 황비이자 여원이다. 76대 고노에 천황의 중궁이다. 아버지는 후지와라노 코레미치, 어머니는 후지와라노 아키타카의 딸인 타츠코이다. 후지와라노 토쿠시/나리코 (비후쿠몬인)과 후지와라노 타다미치의 양녀이다. 원호는 쿠죠인(九条院)이다. 법명은 정정관 (静浄観)이다.

## 생애
아버지 코레미치가 비후쿠몬인의 사촌형제였던 관계로, 규안 4년 (1148년)에 비후쿠몬인의 양녀 (유자)가 되었다 (『태기(台記)』 7월 6일조). 후지와라노 요리나가는 마사히토 친왕 (후의 고시라카와 천황)에게 시집간다는 풍문을 담고 있었는데, 요리나가의 양녀 후지와라노 마사루코가 고노에 천황에게 입내하는 것을 도바 법황이 승낙한 직후여서, 당초부터 마사루코에 대항해 입내시키려는 의도가 있었던 것으로 보인다. 규안 6년 (1150년) 정월, 고노에 천황이 원복하면서 마사루코가 입내하여 뇨고가 되지만, 2월이 되면서 테이시/시메코도 관백 후지와라노 타다미치의 양녀로 입내하게 되어, 타다미치는 법황에게 "섭관 이외의 사람의 딸은 입후할 수 없다"라고 진언했다. 타다미치는 요리나가를 양자로 두었으나, 친자인 모토자네가 태어나면서, 섭관의 지위를 자신의 후손에게 계승시키기를 원하였고, 비후쿠몬인과 연계하여 섭관의 지위를 유지하려 하였다고 생각된다.
요리나가는 우지에 있는 아버지 후지와라노 타다자네에게 도움을 청했고, 상락한 타다자네는 법황에게 후지와라노 미치나가의 딸 죠토몬인과 비집정자의 딸 (후지와라노 모로스케의 딸 안시/야스코, 후지와라노 모로자네의 양녀 켄시/카타이코)이 입후한 예를 제시했으며, 요리나가에게는 비후쿠몬인에게 편지를 보내 탄워너할 것을 명령했다. 요리나가는 제대부 출신의 비후쿠몬인을 평소부터 얕잡아 보았지 때문에 주저했지만, 타다자네는 "이미 국모이다(已に国母たり)"라고 설득했다 (『태기(台記)』 2월 13일조).
테이시/시메코가 종3위에 오르고 입내가 임박하자, 후지와라노 요리나가는 "만일 테이시/시메코가 마사루코보다 먼저 입후한다면, 자신은 세력이 둔해질 것이다"라고 말했고, 후지와라노 타다자네도 끈질기게 법황에게 입후를 주청함으로써, 3월 14일, 마사루코는 황후가 되었다. 마사루코의 뒤를 따르듯, 4월 21일도 테이시/시메코도 입내하고, 6월 22일에 입내, 중궁이 되었다. 이 사건으로 후지와라노 타다미치와 요리나가의 관계는 수복이 불가능해졌다. 9월, 격분한 타다자네는 섭관가의 정저인 히가시산죠도노와 보물인 주기대반을 징발하고, 씨장자의 지위를 박탈하고, 요리나가에게 주어 타다미치와 의절한다. 이에 대해 타다미치도 딸 세이시/키요코 (코카몬인)가 고노에 천황의 양모임을 내세워, 자택인 고노에덴을 사토다이리로 삼고, 마사루코를 천황으로부터 멀리 두는 것으로 맞섰다.
비후쿠몬인은 후지와라노 쇼시/타마코와 같은 칸인류 출신인 마사루코보다 자신의 양녀인 테이시/시메코에게 친근감을 표시하며, 조기 출산을 기대하고 있었다. 닌페이 2년 (1152년) 10월의 회임착대는 비후쿠몬인 사태로 행해져, 12월에 테이시/시메코가 산실로 나가면서 등신불 5구를 조성해 순산을 기원하고 있었다 (『병범기(兵範記)』 10월 19일조, 12월 22일조). 그러나, 예정일인 이듬해 3월이 지나도록 테이시/시메코는 출산하지 않았고, 승려가 연일 기도를 해도 효과가 없었고, 9월에 회임은 잘못된 것으로 판명돼 기도는 중단되었다 (『병범기(兵範記)』 7월 30일조, 9월 14일조). 12월에 테이시/시메코는 산실에서 다이리로 환궁했다 (『병범기(兵範記)』 12월 17일조). 주변의 기대에 부응한 상상임신이었던 것으로 보인다.
규주 2년 (1155년) 7월, 고노에 천황은 자식 없이 붕어했다. 다음달, 테이시/시메코는 출가했다. 이듬해, 호겐 원년 (1156년), 창포절날 (5월 5일), 테이시/시메코는 코카몬인과 함께 애상가를 나누며, 고노에 천황의 죽음을 애도했다 (『이마카가미(今鏡)』). 호겐 원년 (1156년) 10월, 후지와라노 긴시/요시코가 중궁이 되자, 황후로 옮겼고, 호겐 3년 (1158년) 2월, 토우시/무네코 내친왕이 황후가 되자, 황태후로 옮겼다. 닌난 3년 (1168년) 3월 14일, 고시라카와 상황은 타이라노 지시/시게코를 황태후로 세우기 위해, 테이시/시메코에게 쿠죠인(九条院)의 여원호를 내렸다. 이 원호 선하에 대해, 쿠죠 카네자네는 테이시/시메코가 아버지 타다미치의 양녀였음에도 불구하고, 국모가 아님을 이유로 비난하고 있다. 안겐 2년 (1176년), 46세의 나이로 승하했다. 『이마카가미(今鏡)』에 의하면, "외모도, 분위기도, 매우 세련된 사람 (御みめも御けはいも、いとらうある人)"이었다고 한다.

## 같이 보기
- 토키와 고젠 - 미나모토노 요시츠네의 어머니
- 미나모토노 나카미츠 - 쿠죠인 반관대
- 미나모토노 요시시게 - 닛타씨 선조, 쿠죠인 반관대
- 미나모토노 미츠스에 - 쿠죠인 반관대
- 인노미코 - 데이시/시메코에 의해 양육된 인물. 이름 미상.